# Halocynthia hilgendorfi
Halocynthia hilgendorfi is een zakpijpensoort uit de familie van de Pyuridae. De wetenschappelijke naam van de soort is voor het eerst geldig gepubliceerd in 1885 door Traustedt.